# Шельфовый ледник Бранта

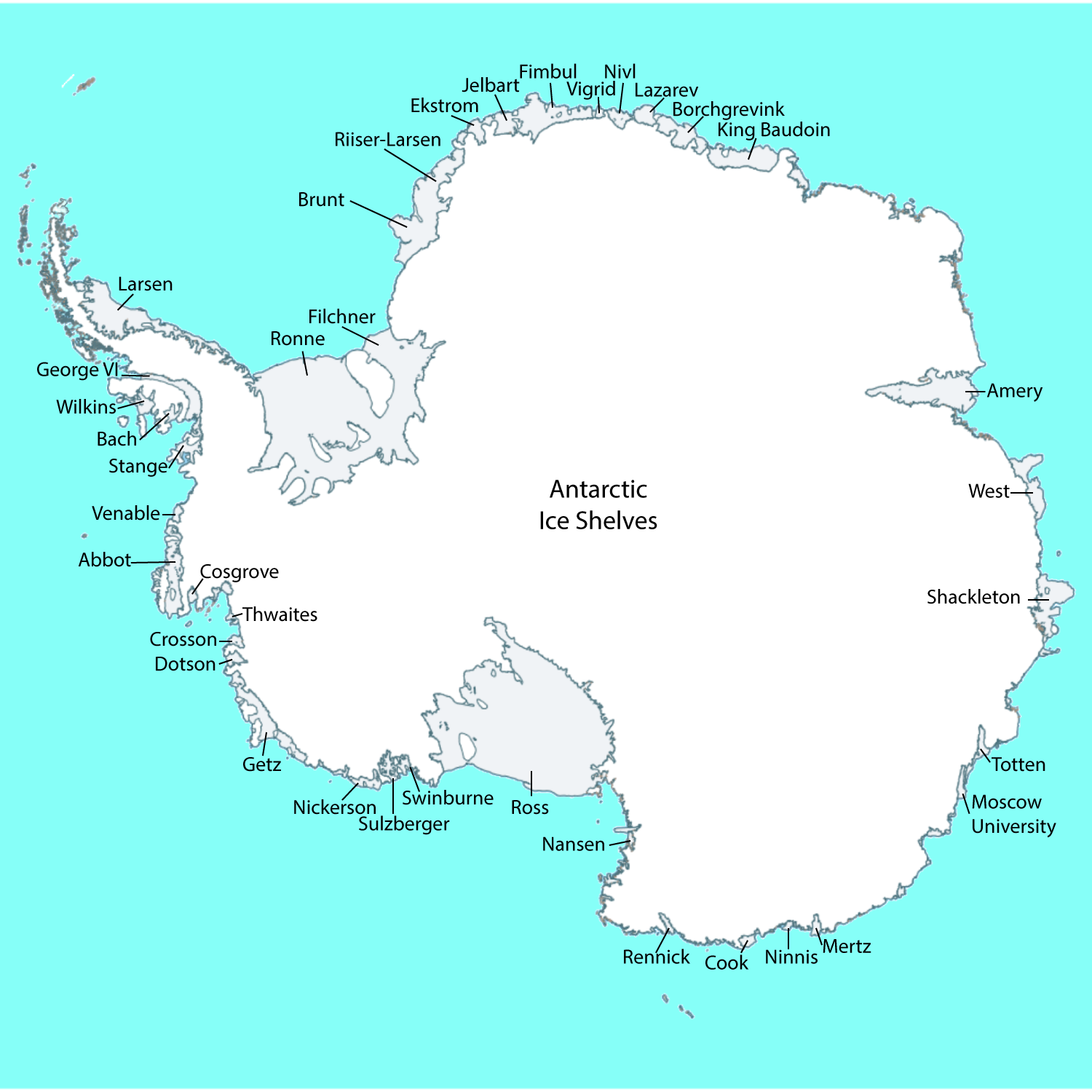
Антарктические шельфовые ледники

Шельфовый ледник Бранта — граничит с антарктическим побережьем Земли Коутса между ледником Доусон-Лэмбтон и языком ледника Стэнкомб-Уиллс. Назван Комитетом антарктических географических названий Великобритании в честь Дэвида Бранта, британского метеоролога, физического секретаря Королевского общества в 1948—1957 годах, который был ответственным за инициирование экспедиции Королевского общества на этот шельфовый ледник в 1955 году.
Здесь располагалась база экспедиции Королевского общества в 1955—1959 годах, которая была преобразована в британскую исследовательскую станцию Халли.

## Движение ледника
В 2012 году ранее стабильные большие пропасти в шельфовом леднике (трещины, которые явно уходят в море) начали расширяться, что, как ожидалось, приведёт к отколу значительной части шельфового ледника Бранта в течение следующих нескольких лет. 26 февраля 2021 года айсберг A-74 площадью 1270 км² (490 квадратных миль) должным образом оторвался от обращенного на север шельфа, отделяясь от края в Ледяных Румпелях Макдональда вдоль Северного Разлома и, наконец, присоединяясь к пропасти Брант-Стэнкомб. По состоянию на 28 февраля A-74 находился на 75° 13' южной широты, 25° 41' западной долготы и имеет размеры 30 морских миль (56 км) по самой длинной оси и 18 морских миль (33 км) по самой широкой оси.
23 января 2023 года в этом районе произошел второй крупный отел, когда трещина, известная как Пропасть-1, полностью прошла через шельфовый ледник, образовав айсберг площадью 1550 км² (600 квадратных миль). Пропасть-1 продолжала расти с 2015 года и к декабрю 2022 года распространилась по всему шельфовому леднику, положив начало отелу.

## Ледопад Бранта
Ледопад Бранта (75°55′ ю. ш. 25°00′ з. д.) — простирается вдоль побережья Кэрда примерно на 80 километров (50 миль), где крутой, покрытый льдом берег спускается к шельфовому леднику Бранта. Ледопады были обнаружены 5 ноября 1967 года в ходе полета VXE-6 ВМС США над побережьем на самолете LC-130 и нанесены на карту Геологической службой США по аэрофотоснимкам, полученным в то время. Назван Консультативным комитетом по антарктическим названиям по шельфовому леднику Бранта.